# امباتولامپی، تی سیروئانوماندیدی
امباتولامپی، تی سیروئانوماندیدی (به لاتین: Ambatolampy, Tsiroanomandidy) یک سکونتگاه مسکونی در ماداگاسکار است که در بونگولاوا واقع شده‌است.

## خصوصیات
امباتولامپی ۱۳٬۰۰۰ نفر جمعیت دارد و ۸۱۰ متر بالاتر از سطح دریا واقع شده‌است.